# Lijst van rijksmonumenten in Borger-Odoorn

De gemeente Borger-Odoorn

De Nederlandse gemeente Borger-Odoorn telt 36 inschrijvingen in het rijksmonumentenregister. Hieronder een overzicht. Voor een overzicht van beschikbare afbeeldingen zie de categorie Rijksmonumenten in Borger-Odoorn op Wikimedia Commons.

## Borger
De plaats Borger telt 7 inschrijvingen in het rijksmonumentenregister.
| Object                                                                                          | Oorspronkelijke functie?  | Bouwjaar                                    | Architect         | Locatie             | Coördinaten?                  | Nr.?   | Afbeelding                                                                                      |
| ----------------------------------------------------------------------------------------------- | ------------------------- | ------------------------------------------- | ----------------- | ------------------- | ----------------------------- | ------ | ----------------------------------------------------------------------------------------------- |
| Hervormde Willibrordkerk                                                                        | Kerk en kerkonderdeel     | 1826 (herb.) 1976 (rest.)                   |                   | Hoofdstraat 34      | 52° 55' 28" NB, 6° 47' 28" OL | 9897   | Hervormde Willibrordkerk                                                                        |
| Toren Willibrordkerk                                                                            | Kerk en kerkonderdeel     | begin 14e eeuw 1690 (tentdak) 1840 (herst.) | A. Kommers (1840) | Hoofdstraat 34      | 52° 55' 28" NB, 6° 47' 25" OL | 9898   | Meer afbeeldingen                                                                               |
| Schaapskooi uit hout en stro onder met riet gedekt zadeldak                                     | Boerderij                 | mog. 18e eeuw (oorspr.)                     |                   | bij Hunebedstraat 2 | 52° 55' 40" NB, 6° 47' 28" OL | 9899   | Meer afbeeldingen                                                                               |
| Hardstenen grafmonument voor Aaldert Stevens in de vorm van een met festoenen versierde obelisk | Begraafplaats en -onderdl | 1857 (replica)                              |                   | bij Hoofdstraat 34  | 52° 55' 28" NB, 6° 47' 26" OL | 9901   | Hardstenen grafmonument voor Aaldert Stevens in de vorm van een met festoenen versierde obelisk |
| Terrein met hunebed D27                                                                         | Archeologisch monument    | Neolithicum 1937 (rest.) 1992 (rest.)       |                   | Hunebedstraat       | 52° 55' 49" NB, 6° 47' 54" OL | 421090 | Meer afbeeldingen                                                                               |
| Terrein met de hunebedden D28 en D29 ("Borger Tweeling")                                        | Archeologisch monument    | Neolithicum                                 |                   | Buinerweg           | 52° 55' 34" NB, 6° 48' 40" OL | 464166 | Meer afbeeldingen                                                                               |
| Villa in eclectische stijl (1956-'64: ambtswoning burgemeester)                                 | Woonhuis                  | ca. 1895 1964 (verb.) 1977 (verb.)          |                   | Hoofdstraat 19      | 52° 55' 32" NB, 6° 47' 28" OL | 508374 | Meer afbeeldingen                                                                               |

## Bronneger
De plaats Bronneger telt 2 inschrijvingen in het rijksmonumentenregister.
| Object                                    | Oorspronkelijke functie? | Bouwjaar                     | Architect | Locatie        | Coördinaten?                 | Nr.?   | Afbeelding        |
| ----------------------------------------- | ------------------------ | ---------------------------- | --------- | -------------- | ---------------------------- | ------ | ----------------- |
| Terrein met de hunebedden D21 en D22      | Archeologisch monument   | Neolithicum 1960 (rest.)     |           | Steenakkersweg | 52° 56' 40" NB, 6° 48' 1" OL | 464156 | Meer afbeeldingen |
| Terrein met de hunebedden D23, D24 en D25 | Archeologisch monument   | Neolithicum 1960-'61 (rest.) |           | Steenakkersweg | 52° 56' 42" NB, 6° 48' 9" OL | 467478 | Meer afbeeldingen |

## Drouwen
De plaats Drouwen telt 2 inschrijvingen in het rijksmonumentenregister.
| Object                               | Oorspronkelijke functie? | Bouwjaar                              | Architect | Locatie                                          | Coördinaten?                  | Nr.?   | Afbeelding        |
| ------------------------------------ | ------------------------ | ------------------------------------- | --------- | ------------------------------------------------ | ----------------------------- | ------ | ----------------- |
| Terrein met de hunebedden D19 en D20 | Archeologisch monument   | Neolithicum 1962 (rest.) 1998 (rest.) |           | Steenhopenweg                                    | 52° 57' 8" NB, 6° 47' 9" OL   | 464145 | Meer afbeeldingen |
| Terrein met hunebed D26              | Archeologisch monument   | Neolithicum 1972 (rest.)              |           | bij de Veldweg aan de rand van het Drouwenerzand | 52° 56' 36" NB, 6° 46' 28" OL | 467484 | Meer afbeeldingen |

## Exloo
De plaats Exloo telt 5 inschrijvingen in het rijksmonumentenregister.
| Object                                                                              | Oorspronkelijke functie? | Bouwjaar                                 | Architect | Locatie               | Coördinaten?                  | Nr.?   | Afbeelding        |
| ----------------------------------------------------------------------------------- | ------------------------ | ---------------------------------------- | --------- | --------------------- | ----------------------------- | ------ | ----------------- |
| Keuterboerderij met achterbaander onder aan de voorzijde afgewolfd rieten schilddak | Boerderij                | 18e eeuw (oorspr.) 1968 (herb.)          |           | Schoolstraat 1        | 52° 52' 55" NB, 6° 51' 50" OL | 31222  | Meer afbeeldingen |
| Bebinghehoes (door brand verwoest)                                                  | Boerderij                | 18e eeuw (oorspr.) 1974 (rest.)          |           | Zuiderhoofdstraat 6-8 | 52° 52' 53" NB, 6° 51' 51" OL | 31223  | Meer afbeeldingen |
| Terrein met hunebed D30                                                             | Archeologisch monument   | Neolithicum 1918 (rest.) 1992 (rest.)    |           | Bodenpad              | 52° 53' 30" NB, 6° 50' 45" OL | 467493 | Meer afbeeldingen |
| Boerderij van het landherentype in landschappelijke tuinaanleg                      | Boerderij                | ca. 1870 1930-1939 (schuur) 1980 (verb.) |           | Hoofdstraat 29-31     | 52° 52' 57" NB, 6° 52' 7" OL  | 511001 | Meer afbeeldingen |
| Terrein met hunebed D31                                                             | Archeologisch monument   | Neolithicum 1952 (rest.)                 |           | Dalakkersweg/Kampweg  | 52° 52' 4" NB, 6° 52' 15" OL  | 527157 | Meer afbeeldingen |

## Nieuw-Buinen
De plaats Nieuw-Buinen telt 3 inschrijvingen in het rijksmonumentenregister.
| Object                                             | Oorspronkelijke functie? | Bouwjaar              | Architect                               | Locatie         | Coördinaten?                  | Nr.?   | Afbeelding        |
| -------------------------------------------------- | ------------------------ | --------------------- | --------------------------------------- | --------------- | ----------------------------- | ------ | ----------------- |
| Hervormde Kerk van Nieuw-Buinen, orgel             | Kerk en kerkonderdeel    | 1879 1978-'79 (rest.) | Gebr. van Oeckelen M. Ruiter (1978-'79) | Kerklaan 1      | 52° 57' 19" NB, 6° 55' 47" OL | 468533 | Meer afbeeldingen |
| Krimpenboerderij met woonhuis in oriëntaalse stijl | Boerderij                | ca. 1890              |                                         | Noorderdiep 115 | 52° 57' 54" NB, 6° 56' 58" OL | 508375 | Meer afbeeldingen |
| Villa Flora                                        | Woonhuis                 | 1877-'79 2000 (rest.) |                                         | Zuiderdiep 140  | 52° 57' 47" NB, 6° 57' 11" OL | 508376 | Meer afbeeldingen |

## Odoorn
De plaats Odoorn telt 5 inschrijvingen in het rijksmonumentenregister.
| Object                                                                                 | Oorspronkelijke functie?  | Bouwjaar                                                     | Architect               | Locatie          | Coördinaten?                 | Nr.?   | Afbeelding                 |
| -------------------------------------------------------------------------------------- | ------------------------- | ------------------------------------------------------------ | ----------------------- | ---------------- | ---------------------------- | ------ | -------------------------- |
| Voorm. boerderij met achterbaander onder rieten wolfsdak (Voorm. Openbare Bibliotheek) | Boerderij                 | 19e eeuw 1974 (stookhok)                                     |                         | Eendenkuil 1-3   | 52° 51' 2" NB, 6° 50' 43" OL | 31219  | Meer afbeeldingen          |
| Van Lunzenhuis (voorm. armenwerkhuis)                                                  | Sociale zorg, liefdadigh. | 1860                                                         | W. van Ernst            | Paasbergen 3-7   | 52° 51' 26" NB, 6° 50' 7" OL | 31220  | Meer afbeeldingen          |
| Hervormde Margarethakerk                                                               | Kerk en kerkonderdeel     | ca. 1200 14e/15e eeuw (verb.) 1856-'57 (herb.) 1897 (herst.) | W. van Ernst (1856-'57) | Valtherweg 1     | 52° 51' 3" NB, 6° 50' 51" OL | 31221  | Meer afbeeldingen          |
| Transformatorhuis "Odoorn"                                                             | Nutsbedrijf               | ca. 1930                                                     |                         | bij Valtherweg 1 | 52° 51' 3" NB, 6° 50' 52" OL | 510996 | Transformatorhuis "Odoorn" |
| Blidenstede                                                                            | Woonhuis                  | 1930-1939                                                    |                         | Borgerderweg 40  | 52° 52' 18" NB, 6° 50' 5" OL | 511002 | Blidenstede                |

## 2e Exloërmond
De plaats 2e Exloërmond telt 3 inschrijvingen in het rijksmonumentenregister.
| Object                                    | Oorspronkelijke functie? | Bouwjaar | Architect  | Locatie        | Coördinaten?                  | Nr.?   | Afbeelding                                |
| ----------------------------------------- | ------------------------ | -------- | ---------- | -------------- | ----------------------------- | ------ | ----------------------------------------- |
| Krimpenboerderij met Jugendstil-elementen | Boerderij                | 1911     | K. Prummel | Zuiderdiep 190 | 52° 54' 46" NB, 6° 56' 43" OL | 510993 | Krimpenboerderij met Jugendstil-elementen |
| Woonhuis met Jugendstil-elementen         | Woonhuis                 | 1914     | K. Prummel | Zuiderdiep 192 | 52° 54' 47" NB, 6° 56' 44" OL | 510994 | Woonhuis met Jugendstil-elementen         |
| Krimpenboerderij met Jugendstil-elementen | Boerderij                | 1912     | K. Prummel | Zuiderdiep 385 | 52° 55' 47" NB, 6° 59' 10" OL | 511000 | Krimpenboerderij met Jugendstil-elementen |

## Valthe
De plaats Valthe telt 3 inschrijvingen in het rijksmonumentenregister.
| Object                           | Oorspronkelijke functie? | Bouwjaar                    | Architect | Locatie                | Coördinaten?                  | Nr.?   | Afbeelding        |
| -------------------------------- | ------------------------ | --------------------------- | --------- | ---------------------- | ----------------------------- | ------ | ----------------- |
| Boerderij onder rieten wolfsdak  | Boerderij                | 1750                        |           | Schoolstraat 20        | 52° 50' 21" NB, 6° 53' 4" OL  | 38623  | Meer afbeeldingen |
| Terrein met achttien grafheuvels | Archeologisch monument   | Neolithicum en/of Bronstijd |           | Meerbosweg, Valtherbos | 52° 49' 26" NB, 6° 53' 31" OL | 45389  | Upload foto       |
| Terrein met hunebed D35          | Archeologisch monument   | Neolithicum 1952 (rest.)    |           | Melkweg, Valtherbos    | 52° 50' 7" NB, 6° 52' 15" OL  | 452870 | Meer afbeeldingen |

## Valthermond
De plaats Valthermond telt 4 inschrijvingen in het rijksmonumentenregister.
| Object                                                | Oorspronkelijke functie? | Bouwjaar | Architect   | Locatie        | Coördinaten?                  | Nr.?   | Afbeelding                                            |
| ----------------------------------------------------- | ------------------------ | -------- | ----------- | -------------- | ----------------------------- | ------ | ----------------------------------------------------- |
| Krimpenboerderij met Jugendstil-elementen             | Boerderij                | 1913     | K. Prummel  | Zuiderdiep 279 | 52° 52' 34" NB, 6° 57' 17" OL | 510995 | Krimpenboerderij met Jugendstil-elementen             |
| Boerderij met villa-achtig woonhuis in Overgangsstijl | Boerderij                | 1937     | Tiesing     | Noorderdiep 57 | 52° 51' 47" NB, 6° 55' 14" OL | 510997 | Boerderij met villa-achtig woonhuis in Overgangsstijl |
| Berkenhoeve                                           | Boerderij                | 1932     | W. Hamdorff | Kavelingen 33  | 52° 54' 31" NB, 7° 0' 39" OL  | 510999 | Meer afbeeldingen                                     |
| Vervenerswoning                                       | Winkel                   | 1916     |             | Zuiderdiep 22  | 52° 51' 31" NB, 6° 55' 1" OL  | 527745 | Meer afbeeldingen                                     |

## Westdorp
De plaats Westdorp telt 1 inschrijving in het rijksmonumentenregister.
| Object                                                  | Oorspronkelijke functie? | Bouwjaar                         | Architect | Locatie               | Coördinaten?                 | Nr.? | Afbeelding        |
| ------------------------------------------------------- | ------------------------ | -------------------------------- | --------- | --------------------- | ---------------------------- | ---- | ----------------- |
| Hooischuur met schaapskooi samen onder rieten schilddak | Boerderij                | in aanleg mog. 18e eeuw of ouder |           | bij Borgerderstraat 1 | 52° 54' 21" NB, 6° 46' 6" OL | 9902 | Meer afbeeldingen |

## Zandberg
De plaats Zandberg telt 1 inschrijving in het rijksmonumentenregister.
| Object         | Oorspronkelijke functie? | Bouwjaar                               | Architect       | Locatie     | Coördinaten?                | Nr.?   | Afbeelding        |
| -------------- | ------------------------ | -------------------------------------- | --------------- | ----------- | --------------------------- | ------ | ----------------- |
| Sint-Jozefkerk | Kerk en kerkonderdeel    | 1930-'31 1960-1984 (div. verbouwingen) | Th. van Elsberg | Kerklaan 23 | 52° 55' 7" NB, 7° 1' 32" OL | 510998 | Meer afbeeldingen |

Aa en Hunze ·
Assen ·
Borger-Odoorn ·
Coevorden ·
De Wolden ·
Emmen ·
Hoogeveen ·
Meppel ·
Midden-Drenthe ·
Noordenveld ·
Tynaarlo ·
Westerveld